# 镇龙车辆段
镇龙车辆段是广州地铁21号线和广州地铁14号线知识城支线共用的车辆段。车辆段位于广州市黄埔区新龙镇和增城区中新镇交界处，镇龙站北侧。车辆段于2017年启用。
由于14号线和21号线在正线使用第三轨供电，在车辆段使用接触网供电，因此有别于普通线路地在车辆段入口会有一段同时存在接触网和第三轨的轨道供列车转换。此外车辆段内的试车线也同时布置有接触网和第三轨。
鉴于知识城支线开通时，14号线主线及21号线并未完工，列车尚不能驶入后两者及通过其联络线来往其他路线，从国铁路线运送的新购列车只能解编后通过平板车直接转运至本车辆段。因此车辆段内亦有一段既无接触网亦无第三轨的轨道，用于装卸由平板车运输的车厢。

## 车辆段周边环境
车辆段南临324国道（广汕公路），西临知识大道。根据2014年8月15日的新规划，这里还将建设地铁车辆段上盖小区。规划局介绍，此处不仅有地铁车辆段，南侧还有城轨轨道站点。同时结合镇龙交通枢纽、地铁站点开发城市综合体，与周边片区统一打造，以此形成集约、便捷、高效的TOD社区，打造成为进入知识城的门户窗口。

## 车辆段主要任务
- 承担本线范围内列车的定修、临修
- 承担本段配属列车的双周检、三月检
- 承担本段配属列车的停放和洗刷清扫等日常维修和保养任务
- 承担本段配属列车的乘务工作
- 承担本线范围内列车运行中出现事故时的救援工作
- 负责车辆段的材料供应和段内设备机具的维修及调车机车的日常维修工作
- 负责本段配属列车的行政、技术和后勤管理等[2]

## 控制中心
镇龙车辆段内设有14号线和21号线的控制中心。根据规划，镇龙控制中心将成为广州地铁的区域控制中心，已运营的4、5、6号线控制中心将迁入至此，控制中心亦预留了16及20号线的接入条件。